# Йозеф Пріллер
Йозеф Пріллер (нім. Josef Priller; нар. 27 липня 1915, Інгольштадт, Баварія — пом. 20 травня 1961, Бебінг, Верхня Баварія) — німецький льотчик-ас винищувальної авіації, оберстлейтенант люфтваффе. Кавалер Лицарського хреста Залізного хреста з дубовим листям та Мечами.

## Біографія
В 1935 році призваний в піхоту, але в 1936 році переведений в льотну школу. Після закінчення направлений в 135-у (пізніше перейменовану в 51-у) винищувальну ескадру, брав участь в аншлюсі Австрії. З листопада 1939 року — командир 6-ї ескадрильї своєї ескадри. Першу перемогу здобув під час Французької кампанії 28 травня 1940 року. Учасник битви за Британію. З листопада 1940 року — командир 1-ї ескадрильї 26-ї винищувальної ескадри «Шлагетер». В період з 11 червня по 14 липня 1941 року збив 20 літаків (в тому числі 18 «Спітфайрів»). З 6 грудня 1941 року — командир 3-ї групи ескадри. 27 березня 1942 року збив свій 60-й, а 5 травня — 70-й літак. 11 січня 1943 року, маючи 80 перемог і славу «експерта Західного фронту», призначений командиром своєї ескадри і, одночасно, командиром винищувальної авіації 2. З вересня 1943 по квітень 1944 року — командир винищувальної авіації 4. 15 червня 1944 року здобув 100-у перемогу. 1 січня 1945 року здійснив свій останній бойовий виліт, був переведений на штабну роботу і незабаром був призначений інспектором винищувальної авіації на Заході.
Всього за час бойових дій здійснив 307 бойових вильотів і збив 101 літак, посівши друге місце серед винищувачів Західного фронту. Збив найбільшу кількість «Спітфайрів» — 68.
Після закінчення війни працював директором пивоварної фірми. Помер від серцевого нападу.

## Нагороди
- Нагрудний знак пілота
- Медаль «За вислугу років у Вермахті» 4-го класу (4 роки)
- Залізний хрест
  - 2-го класу (30 травня 1940)
  - 1-го класу (10 липня 1940)
- Нагрудний знак «За поранення» в чорному
- Комбінований Знак Пілот-Спостерігач
- Лицарський хрест Залізного хреста з дубовим листям і мечами
  - лицарський хрест (19 жовтня 1940) — за 20 перемог.
  - дубове листя (№ 28; 20 липня 1941)
  - мечі (№ 73; 2 липня 1944)
- Німецький хрест в золоті (9 грудня 1941)
- Авіаційна планка винищувача в золоті з підвіскою «300»

## Вшанування пам'яті
В містах Аугсбург і Фюрстенфельдбрук є вулиці, названі на честь Пріллера.
Військова кар'єра
- ? 1935 — фанен-юнкер
- жовтень 1936 — обер-фенріх
- 1 квітня 1937 — лейтенант
- ? 1940 — обер-лейтенант
- грудень 1941 — гауптман
- січень 1943 — майор
- серпень 1943 — оберст-лейтенант

## Відео
- Luftwaffe Ace — Josef «Pips» Priller (Geschwaderkommodore of JG 26) [Архівовано 13 березня 2019 у Wayback Machine.]